# Andenratte
Die Andenratte (Lenoxus apicalis) ist eine in Südamerika lebende Nagetierart aus der Gruppe der Neuweltmäuse.
Andenratten sind relativ große, dunkel gefärbte Vertreter der Neuweltmäuse. Sie erreichen eine Kopfrumpflänge von 15 bis 17 Zentimeter, wozu noch ein 15 bis 19 Zentimeter langer Schwanz kommt. Ihr Fell ist an der Oberseite schwarzgrau und am Bauch graubraun gefärbt, der Schwanz ist bis auf die weiße Spitze braun. Die Ohren sind relativ groß.
Andenratten bewohnen die feuchten Wälder an den östlichen Abhängen der Anden im südöstlichen Peru (Region Puno) und dem westlichen Bolivien (Departamento La Paz). Sie kommen bis 2500 Metern Höhe vor.
Über die Lebensweise ist wenig bekannt. Die IUCN listet die Art als „gering gefährdet“.